# مرزبورگ
مرزبورگ (به آلمانی: Merseburg) یک شهر و شهرداری در آلمان است که در زالهکرایس واقع شده‌است. مرزبورگ ۳۶٬۰۷۵ نفر جمعیت دارد.

## خواهرخوانده
شهرهای شتیون، او-دو-سن، گنتسانو دی روما و بتتروپ خواهرخوانده‌های مرزبورگ هستند.